# غاري أولدمان
غاري ليونارد أولدمان (بالإنجليزية: Gary Leonard Oldman)‏ (مواليد 21 مارس 1958)، هو ممثل وصانع أفلام إنجليزي. فاز أولدمان بالعديد من الجوائز، بما فيها جائزة الأوسكار، وجوائز الأكاديمية البريطانية للأفلام (بافتا)، وجائزتيّ اختيار النقاد للأفلام، وجائزة غولدن غلوب، وجائزة نقابة ممثلي الشاشة. يُشتهر أولدمان بتنوّع مهاراته وأسلوب تمثيله الانفعالي، ويُعتبر أحد أعظم ممثلي جيله.
بدأ أولدمان التمثيل على خشبة المسرح في العام 1979، وكان أول ظهور له في فيلم ذكرى (1982). تابع عمله في المسرح، ومثّل في المسرح الملكي في لندن وكان عضوًا في شركة شكسبير الملكيّة، وظهر في كاباريه (1979)، مذبحة باريس (1980)، تسلية السيد سلون (1983)، ناجُون (1983)، زوجة الريف (1987)، هاملت (1987). سطع نجم أولدمان في الأفلام البريطانية بتقديمه شخصية سيد فيشيس في سِيد ونانسي (1986)، جو أورتون في انخز أذنيك (1987)، وروزينكرانتس في روزينكرانتس وجيلدينشتيرن موتى (1990)، كما اجتذب الاهتمام لأدائه شخصية قائد جماعة مشاغبي كرة قدم في الفيلم التلفزيوني المثير للجدل جماعة الهمجيين (1989). ضمن تصنيفه في جماعة الممثلين الإنجليز في هوليوود، حقق أولدمان شهرةً عريضةً بسبب أدائه دور رجل العصابة في هيلز كيتشين في فيلم ستيت أوف غريس (1990)، ولي هارفي أوزولود في جيه إف كيه (1991)، والكونت دراكولا في فيلم دراكولا (1992).
أدّى أولدمان أدوار الشرير في عدة أفلام، بما فيها «رومانسية صادقة» (1993)، «العنصر الخامس» (1997)، "سلاح الجو واحد" (1997)، «المنافس» (2000)؛ كما أدى دور العميل الفاسد في إدارة مكافحة المخدرات، نورمان ستانسفيلد، والذي أدّى شخصيته أولدمان في فيلم ليون: المحترف (1994)، وهو الدور الذي صُنّف على أنه من أفضل الشخصيات الشريرة في تاريخ السينما. كما أدّى أولدمان دور لودفيغ فان بيتهوفين في «معشوقٌ خالِد» (1994). في القرن الواحد والعشرين، اشتُهر أولدمان بأدوار سيريوس بلاك في سلسلة أفلام هاري بوتر، وجيمس غوردون في ثلاثية باتمان فارس الظلام، وجورج سمايلي في "السمكري الخياط الجندي الجاسوس" (2011)، وقائد بشريّ في فيلم «بزوغ كوكب القردة» (2014)، ووينستون تشرتشل في فيلم «الساعة الأكثر ظلمةً» (2017)، والذي فاز عليه بجائزة أوسكار لأفضل ممثل. حققت الأفلام التي مثّل فيها أولدمان أرباحًا تقدّر بـ11 مليار دولار.
عمل أولدمان كمنتج منفّذ في عدة أعمال منها، ذا كونتيندر، وبلنكيت وماكلين (1999)، ونِل باي ماوث (1997) الذي كتبه وأخرجه أولدمان بنفسه. كما ظهر أولدمان في عدة برامج تلفزيونية مثل فولين إينجيلز، وتريسي تضطلع بالمسؤولية، وفريندز؛ وظهر في فيديو كليبات موسيقية لديفيد باوي، وغنز آن روزز، وآني لينكس؛ كما أدّى صوت فيكتور ريجنوف في لعبة الفيديو كول أوف ديوتي.

## الحياة المهنية

### التدريب
درس أولدمان في مسرح الشباب في غرينيتش خلال منتصف سبعينيات القرن الماضي، وفي أثناء ذلك عمل في خطوط التجميع، وحاجبًا لغرفة عمليات، وعمل في بيع الأحذية، وفي ذبح الخنازير في مسلخ. تقدم إلى الأكاديمية الملكية للفنون الدرامية لكنه فشل، ودعاه القائمون للمحاولة مجددًا في السنة اللاحقة، لكن طلبوا منه أن يجد عملًا آخر يقتات منه. حين سأله تشارلي روز إن كان قد ذكّر الأكاديمية بهذه الحادثة، أجاب مازحًا: «أعمالي تتحدث عن نفسها».
نال أولدمان منحة للدراسة في كلية روز بروفورد في سيدكوب جنوب شرق لندن، فتخرج منها حاملًا شهادة البكالوريوس في التمثيل في عام 1979. وصف أولدمان نفسه بأنه كان «خجولًا» ودؤوبًا في العمل في فترة دراسته هناك، حيث أدى أدوارًا مثل باك في مسرحية شيكسبير حلم ليلة منتصف الصيف.

### المسرح والأفلام الأولى (1979-1990)
بعد إتمام الدراسة الدرامية، كان أولدمان أول من حصل على عملٍ بين زملائه في الدفعة، وقال عن ذلك إنه لا يرجع إلى كونه الأكثر موهبة بين رفاقه وإنما بسبب عمله الدؤوب. في عام 1979، أدى دور البطولة في مسرحية ثارك في المسرح الملكي في يورك أمام الممثلة أنيت كير. وضمنت مسرحياته التالية كاباريه، وجنود في عرض عسكري، وروميو وجولييت. في ديسمبر عام 1979، ظهر أولدمان بدور بوس في مسرحية ديك ويتينغتون وقطته، التي أُديت في يورك. عُرضت المسرحية لاحقًا في كولتشيستر ثم مع مسرح غلاسكو سيتيزنز. إن أخلاق أولدمان المهنية وأعماله الناجحة جدًا جعلته محبوبًا بين الجمهور في غلاسكو خلال ثمانينيات القرن الماضي. بالإضافة إلى أنه جال أوروبا وأمريكا الجنوبية برفقة مسرح سيتيزنز.
منذ عام 1980 وحتى عام 1981، ظهر أولدمان في مسرحية مذبحة باريس (كريستوفر مارلو)، ومسرحية زاوية ديسبيرادو (شون لاوتون)، ومسرحيتَي روبرت ديفيد ماكدونالد  تشينشيلا ومضيعة للوقت. جال لتأدية مسرحية مؤتمر قمة لماكدونالد أمام الممثلة غليندا جاكسون في مقاطعة وست إيند خلال ستة أشهر في عام 1982.
في ذلك العام أيضًا، دخل أولدمان عالم السينما في فيلم ريميمبرانس (ذكرى) للمخرج كولن غريغ، وكان من المقرر أن يلعب دور البطولة في فيلم غوسب للمخرج دون بويد لولا انهيار العمل. في العام التالي، رفض أولدمان تأدية دور سكينهيد في فيلم مينتايم للمخرج مايك لي، وانتقل إلى تشيسترفيلد لتأدية الدور الرئيسي في فيلم إنترتينينغ مستر سلون (تسلية السيد سلون) (جو أورتن). بعد ذلك، ذهب إلى ويست كليف لتأدية دور البطولة في مسرحية (سيفد) محفوظ (إدوارد بوند).

## قائمة الافلام
| العام | الفيلم                               | الدور                                        | ملاحظات                                                     |
| ----- | ------------------------------------ | -------------------------------------------- | ----------------------------------------------------------- |
| 1982  | Remembrance                          | Daniel                                       |                                                             |
| 1984  | Morgan's Boy                         | Colin                                        | TV                                                          |
| 1984  | Meantime                             | Coxy the سكينهيد                             | TV                                                          |
| 1985  | Honest, Decent & True                | Derek Bates                                  | TV                                                          |
| 1986  | Sid and Nancy                        | سيد فيشوس                                    |                                                             |
| 1987  | Prick Up Your Ears                   | جو أورتن                                     |                                                             |
| 1988  | Track 29                             | Martin                                       |                                                             |
| 1988  | Criminal Law ‏                        | Ben Chase                                    |                                                             |
| 1988  | We Think the World of You ‏           | Johnny                                       |                                                             |
| 1988  | The Firm ‏                            | Bex Bissell                                  | TV                                                          |
| 1989  | Chattahoochee                        | Bex Bissell                                  |                                                             |
| 1990  | Rosencrantz & Guildenstern Are Dead ‏ | Rosencrantz                                  |                                                             |
| 1990  | هنري وجون [الإنجليزية]               | Pop                                          | Credited as Maurice Escargot                                |
| 1990  | State of Grace ‏                      | Jackie Flannery                              |                                                             |
| 1991  | جي اف كي                             | لي هارفي أوزوالد                             |                                                             |
| 1991  | Heading Home                         | Ian Tyson                                    | TV                                                          |
| 1992  | دراكولا (فيلم 1992)                  | كونت دراكولا                                 |                                                             |
| 1993  | رومانسية حقيقية                      | Drexl Spivey                                 |                                                             |
| 1993  | Romeo Is Bleeding                    | Jack Grimaldi                                |                                                             |
| 1994  | ليون: المحترف                        | Norman Stansfield                            | Released as The Professional in the US                      |
| 1994  | Immortal Beloved ‏                    | لودفيج فان بيتهوفن                           |                                                             |
| 1995  | The Scarlet Letter ‏                  | Rev. آرثر ديميسديل                           |                                                             |
| 1995  | Murder in the First                  | Milton Glenn                                 |                                                             |
| 1996  | جان ميشال باسكيات                    | Albert Milo                                  |                                                             |
| 1997  | سلاح الجو واحد (فيلم)                | Ivan Korshunov                               |                                                             |
| 1997  | العنصر الخامس                        | Jean-Baptiste Emmanuel Zorg                  |                                                             |
| 1998  | البحث عن كاميلوت                     | Sir Ruber                                    | Voice Only                                                  |
| 1998  | لوست إن سبيس                         | Dr. Zachary Smith                            |                                                             |
| 1999  | Jesus                                | بيلاطس البنطي                                | TV                                                          |
| 2000  | المنافس (فيلم 2000)                  | Rep. Sheldon Runyon                          | Also Executive Producer                                     |
| 2000  | Monsignor Renard                     | Unlisted                                     | TV Uncredited                                               |
| 2001  | فريندز                               | Richard Crosby                               | TV (2 episodes)                                             |
| 2002  | هانيبال                              | Mason Verger                                 | Uncredited                                                  |
| 2002  | Nobody's Baby                        | Buford Hill                                  | Also Producer                                               |
| 2002  | The Hire: Beat the Devil             | The Devil                                    | Short Subject                                               |
| 2002  | Interstate 60                        | O. W. Grant                                  |                                                             |
| 2002  | Greg the Bunny                       | Himself                                      | TV (1 episode)                                              |
| 2003  | أطراف أصابع القدم                    | Rolfe                                        |                                                             |
| 2003  | Sin                                  | Charlie Strom                                |                                                             |
| 2003  | ميدل أوف أونر: ألايد أسولت           | Sgt. Jack Barnes                             | Voice Only (Video Game)                                     |
| 2003  | الجريمة الحقيقية: شوارع لوس أنجلوس   | Rasputin "Rocky" Kuznetskov, Agent Masterson | Voice Only (Video Game)                                     |
| 2004  | Who's Kyle?                          | Scouse                                       |                                                             |
| 2004  | Dead Fish                            | Lynch                                        |                                                             |
| 2004  | هاري بوتر وسجين أزكابان              | جماعة العنقاء                                |                                                             |
| 2005  | هاري بوتر وكأس النار                 | جماعة العنقاء                                |                                                             |
| 2005  | بداية باتمان                         | Sgt. جيمس غوردون (شخصية مصورة)               |                                                             |
| 2006  | إسطورة سبايرو: بداية جديدة           | Ignitus                                      | Voice Only (Video Game)                                     |
| 2006  | The Backwoods                        | Paul                                         |                                                             |
| 2007  | هاري بوتر وجماعة العنقاء             | Sirius Black                                 |                                                             |
| 2007  | إسطورة سبايرو: المساء اللامتناهي     | Ignitus                                      | Voice Only(Video Game)                                      |
| 2008  | فارس الظلام                          | Lieutenant/Commissioner James Gordon         |                                                             |
| 2008  | كول أوف ديوتي: ورلد أت وور           | Sgt. Reznov                                  | Voice Only(Video Game)                                      |
| 2008  | أسطورة سبايرو: فجر التنين            | Ignitus                                      | Voice Only (Video Game)                                     |
| 2009  | الذين لم يولدوا بعد (فيلم)           | Rabbi Joseph Sendak                          |                                                             |
| 2009  | أنشودة عيد الميلاد (فيلم)            | Tiny Tim ‏/بوب كراتشيت ‏/ترنيمة عيد الميلاد    |                                                             |
| 2009  | كوكب 51                              | General Grawl                                | Voice Only                                                  |
| 2009  | Rain Fall                            | Holtzer                                      |                                                             |
| 2010  | كتاب إيلاي                           | Carnegie                                     |                                                             |
| 2010  | سبايرو                               | Ignitus                                      | Voice 3-D animated CGI film based on a video game franchise |
| 2011  | هاري بوتر ومقدسات الموت              | Sirius Black                                 |                                                             |

## الجوائز والترشيحات
| العام | المجموعة                              | الجائزة                                                                                      | الفيلم/العرض                        | النتيجة |
| ----- | ------------------------------------- | -------------------------------------------------------------------------------------------- | ----------------------------------- | ------- |
| 1987  | Evening Standard British Film Awards ‏ | Most Promising Newcomer                                                                      | Sid and Nancy                       | فوز     |
| 1987  | جوائز الأكاديمية البريطانية للأفلام   | Best Actor                                                                                   | Prick Up Your Ears                  | رُشِّح     |
| 1988  | دائرة نقاد لندن                       | ALFS Award for Actor of the Year                                                             | Sid and Nancy                       | فوز     |
| 1990  | جوائز الروح المستقلة                  | Best Leading Male                                                                            | Rosencrantz & Guildenstern Are Dead | رُشِّح     |
| 1992  | جائزة زحلs                            | Best Actor                                                                                   | دراكولا (فيلم 1992)                 | فوز     |
| 1993  | جوائز إم تي في للأفلام                | Best Kiss (shared with وينونا رايدر)                                                         | دراكولا (فيلم 1992)                 | رُشِّح     |
| 1995  | جائزة التوتة الذهبية                  | Worst Screen Couple (shared with ديمي مور)                                                   | The Scarlet Letter ‏                 | رُشِّح     |
| 1997  | جوائز الأكاديمية البريطانية للأفلام   | جائزة البافتا لأفضل فيلم                                                                     | Nil by Mouth ‏                       | فوز     |
| 1997  | جوائز الأكاديمية البريطانية للأفلام   | جائزة الأكاديمية البريطانية للأفلام لأفضل سيناريو ‏                                           | Nil by Mouth ‏                       | فوز     |
| 1997  | جوائز السينما المستقلة البريطانية     | Best British Director of an Independent Film                                                 | Nil by Mouth ‏                       | رُشِّح     |
| 1997  | جوائز السينما المستقلة البريطانية     | Best Original Screenplay by a British Writer of a Produced Independent Film                  | Nil by Mouth ‏                       | رُشِّح     |
| 1997  | مهرجان أدنبرة السينمائي الدولي        | Channel 4 Director's Award                                                                   | Nil by Mouth ‏                       | فوز     |
| 1997  | مهرجان كان السينمائي 1997             | السعفة الذهبية                                                                               | Nil by Mouth ‏                       | رُشِّح     |
| 1998  | جوائز إمباير                          | Best Debut                                                                                   | Nil by Mouth ‏                       | فوز     |
| 1998  | بلوك باستر                            | Favorite Supporting Actor - Action/Adventure                                                 | سلاح الجو واحد (فيلم)               | رُشِّح     |
| 1998  | جوائز إم تي في للأفلام                | Best Fight (shared with هاريسون فورد)                                                        | سلاح الجو واحد (فيلم)               | رُشِّح     |
| 1998  | جوائز إم تي في للأفلام                | Best Villain                                                                                 | سلاح الجو واحد (فيلم)               | رُشِّح     |
| 1999  | جائزة زحل                             | Best Supporting Actor                                                                        | لوست إن سبيس                        | رُشِّح     |
| 2001  | جائزة اختيار النقاد للأفلام           | Alan J. Pakula Award                                                                         | المنافس (فيلم 2000)                 | فوز     |
| 2001  | جوائز الروح المستقلة                  | Best Supporting Male                                                                         | المنافس (فيلم 2000)                 | رُشِّح     |
| 2001  | جائزة نقابة ممثلي الشاشة              | Outstanding Performance by a Male Actor in a Supporting Role                                 | المنافس (فيلم 2000)                 | رُشِّح     |
| 2001  | جائزة إيمي                            | Outstanding Guest Actor in a Comedy Series                                                   | فريندز                              | رُشِّح     |
| 2001  | USA Film Festival                     | Master Screen Artist Tribute Award                                                           |                                     | فوز     |
| 2003  | DVD Exclusive Awards                  | Best Supporting Actor                                                                        | Interstate 60                       | رُشِّح     |
| 2005  | جائزة زحل                             | Best Supporting Actor                                                                        | هاري بوتر وسجين أزكابان             | رُشِّح     |
| 2008  | جوائز سكريم                           | Best Supporting Actor                                                                        | فارس الظلام                         | فوز     |
| 2009  | جوائز بيبول تشويس                     | Best Cast (w/ كريستيان بيل، هيث ليدجر، مايكل كين، مورغان فريمان، آرون إيكهارت، ماغي جيلنهال) | فارس الظلام                         | فوز     |

## وصلات خارجية
- غاري أولدمان على موقع IMDb (الإنجليزية)
- غاري أولدمان على موقع ميتاكريتيك (الإنجليزية)
- غاري أولدمان على موقع الموسوعة البريطانية (الإنجليزية)
- غاري أولدمان على موقع روتن توميتوز (الإنجليزية)
- غاري أولدمان على موقع مونزينجر (الألمانية)
- غاري أولدمان على موقع ألو سيني (الفرنسية)
- غاري أولدمان على موقع ميوزك برينز (الإنجليزية)
- غاري أولدمان على موقع تيرنر كلاسيك موفيز (الإنجليزية)
- غاري أولدمان على موقع أول موفي (الإنجليزية)
- غاري أولدمان على موقع بوكس أوفيس موجو (الإنجليزية)

- Interview with Gary Oldman on his directorial debut – Nil by Mouth